# Болатлы, Рыдван
Рыдван Болатлы (тур. Rıdvan Bolatlı; 2 декабря 1928, Анкара — 31 марта 2022) — турецкий футболист, защитник. Участник Олимпийских игр-1952 и чемпионата мира-1954 в составе национальной сборной.

## Карьера
В 1950-е Болатлы играл за турецкий клуб «Анкарагюджю». В 1952 году футболист вместе с любительской сборной страны поехал на летние Олимпийские игры в Хельсинки. На турнире провёл два матча: в первом раунде против Нидерландских Антильских островов (победа 2:1) и против Венгрии в рамках 1/4 финала, когда турки потерпели сокрушительное поражение 1:7. 5 июня 1953 года Болатлы дебютировал за сборную Турции в домашней встрече с Югославией (ничья 2:2). В марте 1954 года он дважды появлялся в ходе отборочного турнира к чемпионату мира-1954. Позднее Сандро Пуппо внёс турецкого защитника в окончательную заявку на данное соревнование. На ЧМ-1954 Рыдван поучаствовал в трёх встречах: он два раза выходил на поле в групповом этапе (против ФРГ и Южной Кореи), а затем снова сыграл с немцами, так как у команд Турции и ФРГ было равенство очков в группе 2. В итоге турки проиграли матч плей-офф со счётом 7:2 и покинули турнир.